# Мідлберг (штат Флорида)

Мідлберґ (виділено червоним) на мапі округа Клей.

Мідлберг (англ. Middleburg) — переписна місцевість (CDP) в США, в окрузі Клей штату Флорида. Населення — 12 881 особа (2020).

## Історія
Мідлберґ, одине з найстаріших міст в штаті Флорида, засновано на початку 1800-х, заселене було переважно ірландськими і німецькими іммігрантами. У 1836 році місто стало великим військовим залізничним вузлом для армії США під час Другої Семинольської війни (1835–1842), було збудовано Форт Гейдмен. Форт був обгороджений тимчасовий дерев'яним частоколом.

## Географія
Мідлберґ знаходиться на північному захід від центру округа Клей та у 41.84 км від міста Джексонвілл. За даними Бюро перепису населення США переписна місцевість Мідлберґ має загальну площу в 47,4 квадратних кілометрів, водних ресурсів у межах населеного пункту немає.
Переписна місцевість Мідлберґ розташована на висоті 10 м над рівнем моря. Мідлберг розташований за координатами 30°3′1″ пн. ш. 81°54′4″ зх. д. / 30.05028° пн. ш. 81.90111° зх. д. (30.050359, -81.901209).

### Клімат
Клімат у Мідлберзі вологий субтропічний з великою кількістю опадів, навіть в самий посушливий місяць. Клімат тут класифікується як CFA системою Кеппен-Гейгера. Середня річна температура становить 20,5 °С . У рік, у середньому кількість опадів +1268 мм. Самий сухий місяць листопад, з 50 мм опадів. Найбільша кількість опадів випадає у серпні, у середньому 174 мм. Липень також самий теплий місяць в році, температура в середньому 28,0 °C. Найнижчі середні температури на рік у січні, становлять близько 12,3 °С.

## Демографія

### Перепис 2010
Згідно з переписом 2010 року, у переписній місцевості мешкало 13 008 осіб у 4518 домогосподарствах у складі 3483 родин. Густота населення становила 257 осіб/км².  Було 4891 помешкання (97/км²).
Расовий склад населення:
| - 92,9 % — білих - 3,1 % — чорних або афроамериканців - 0,7 % — азіатів - 0,6 % — корінних американців |

До двох чи більше рас належало 1,8 %. Частка іспаномовних становила 4,1 % від усіх жителів.
За віковим діапазоном населення розподілялося таким чином: 24,9 % — особи молодші 18 років, 64,7 % — особи у віці 18—64 років, 10,4 % — особи у віці 65 років та старші. Медіана віку мешканця становила 39,0 року. На 100 осіб жіночої статі у переписній місцевості припадало 101,1 чоловіків;  на 100 жінок у віці від 18 років та старших — 99,6 чоловіків також старших 18 років.
Середній дохід на одне домашнє господарство  становив 58 530 доларів США (медіана — 48 430), а середній дохід на одну сім'ю — 65 199 доларів (медіана — 55 763). Медіана доходів становила 40 688 доларів для чоловіків та 29 281 долар для жінок. За межею бідності перебувало 16,8 % осіб, у тому числі 21,2 % дітей у віці до 18 років та 8,2 % осіб у віці 65 років та старших.
Цивільне працевлаштоване населення становило 5767 осіб. Основні галузі зайнятості: роздрібна торгівля — 16,9 %, будівництво — 14,6 %, освіта, охорона здоров'я та соціальна допомога — 13,2 %.

### Перепис 2000
За даними перепису населення 2000 року в Мідлберзі проживало 10338 осіб, 2843 сім'ї, налічувалося 3485 домашніх господарств і 3 653 житлових будинки. Середня щільність населення становила близько 218,1 осіб на км².
Расовий склад населеного пункту розподілився наступним чином:
- 93,17% — білих,
- 3,23% — афроамериканців,
- 0,72% — корінних американців,
- 0,63% — азіатів,
- 0,05% — вихідців з тихоокеанських островів,
- 1,57% — представників змішаних рас,
- 0,64% — інших народностей.

Іспаномовні склали 2,57% від усіх мешканців.
З 3485 домашніх господарств у 44,1% виховували дітей віком до 18 років, 66,2% представляли собою спільно проживають подружні пари, в 10,3% сімей жінки проживали без чоловіків, 18,4% не мали сімей. 13,6% від загального числа сімей на момент перепису мешкали окремо, при цьому 3,7% склали самотні літні люди у віці 65 років і старше. Середній розмір господарств склав 2,97 осіб, а середній розмір сім'ї — 3,23 осіб.
Населення Мідлберґу за віковим діапазоном, за даними переписом 2000 року, розподілилося таким чином:
- 30,9% — молодше 18 років
- 8,2% — від 18 до 24 років
- 31,9% — від 25 до 44 років
- 22,5% — від 45 до 64 років
- 6,6% — 65 років і старше.

Середній вік мешканців склав 34 роки. На кожні 100 жінок у Мідлберге доводилося 100,1 чоловіків, при цьому на кожні сто жінок 18 років і старше доводилося 97,7 чоловіків також старше 18 років.
Середній дохід на одне домашнє господарство склав 45 722 долара США, а середній дохід на одну сім'ю — 48 434 долара. При цьому чоловіки мали середній дохід у 32 348 доларів США на рік проти 23 498 доларів середньорічного доходу у жінок. Дохід на душу населення склав 45 722 долари на рік. 7,1% від усього числа сімей в населеному пункті і 9,2% від усієї чисельності населення знаходилося на момент перепису населення за межею бідності, при цьому 13,9% з них були молодші 18 років і 5,3% — у віці 65 років і старше.

## Відомі мешканці
- Рой Ґейґер (25 січня 1885 — 23 січня 1947) — американський військовий діяч, генерал Корпусу морської піхоти США, учасник двох світових воєн.
- Ешлі Ґрін — американська кіноакторка і модель.
- Отіс Дьюї Вітман-молодший, відомий як Слім Вітман (20 січні 1923 — 19 червня 2013) — американський виконавець кантрі- та фолк-музики.
- Дональд Ньютон «Донні» Ван Занте (11 червня 1952) — американський вокаліст та гітарист гурту «38 Special».